# ペナルティ・フラッグ

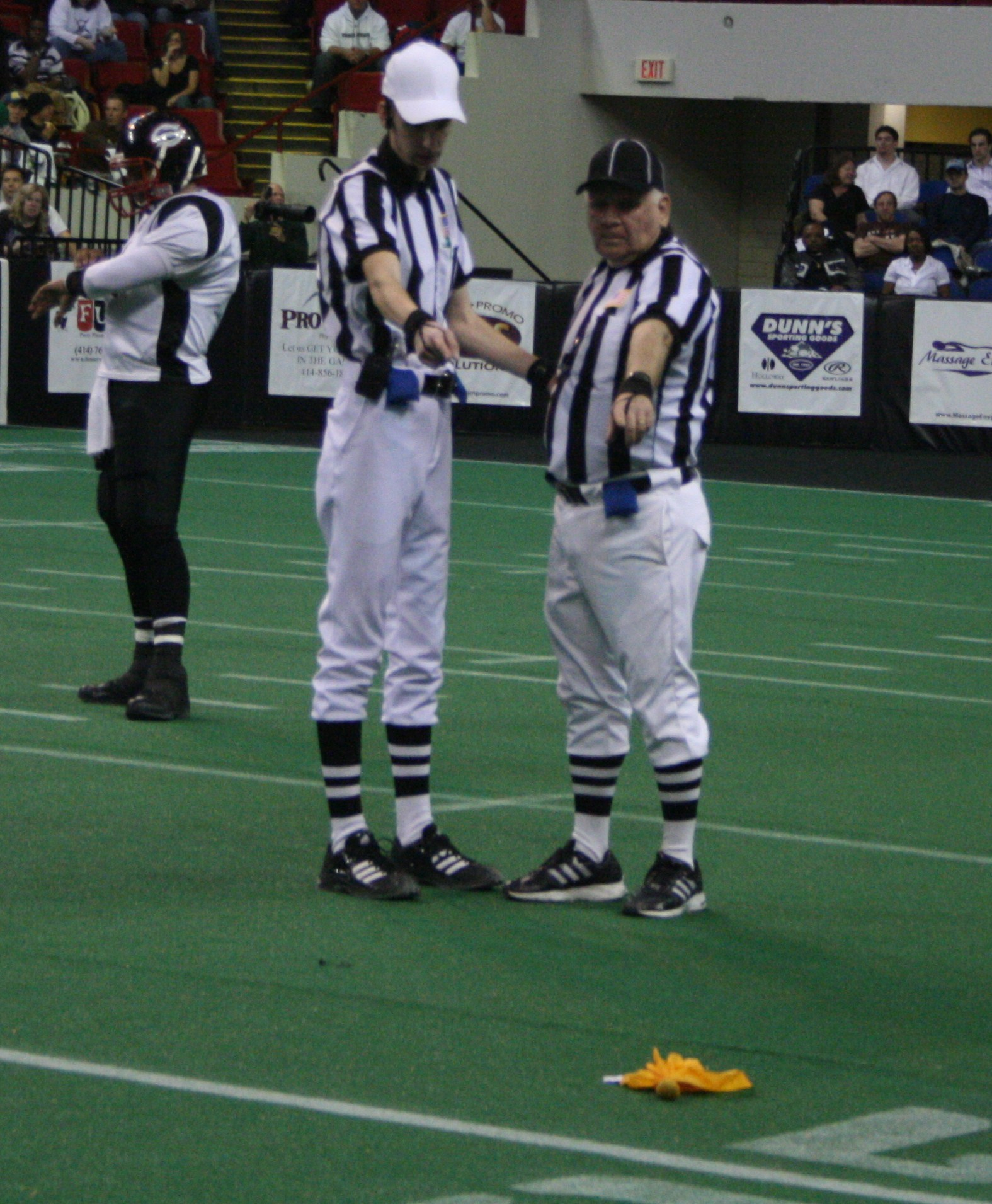
アリーナフットボールフィールドのフラッグを指し示す審判員

ペナルティ・フラッグ（英語: penalty flag）もしくは単にフラッグは、アメリカンフットボールやラクロスなどにおいて、審判員が試合中のペナルティや反則行為の発生やその場所を示すために投入される布である。遠くまで正確に投げられるよう、フラッグは砂や豆のような錘を包んでいることが一般的である。かつてNFLの審判員は錘にボール・ベアリングを用いることが多かったが、1999年にレフェリーのジェフ・トリプレッテ の投げたフラッグがクリーブランド・ブラウンズのオフェンシブ・タックルであるオーランド・ブラウン・シニアの眼に当たり重傷を負わせ、ブラウンは3シーズンを欠場し訴訟を経て1500万-2500万ドルの賠償金がリーグから支払われた。この事故以降、NFLでベアリングをフラッグの錘にすることはなくなった。
カナディアン・フットボールではオレンジ色   のフラッグが用いられる。NFLのフラッグは元々白色   だったが、1965年に黄色   に変更された。カレッジフットボールのペナルティ・フラッグは1970年代までは赤色   であったが黄色に変わった。
ペナルティ・フラッグのアイデアはヤングスタウン州立大学のコーチであるダイク・ビードの発案であり、1941年10月17日のオクラホマ市立大学との試合（en:1941 Oklahoma City vs. Youngstown football game)で用いられた。 フラッグが用いられる以前は、ペナルティを示すためにホーンやホイッスルが用いられていた。1948年のAmerican Football Coaches rules sessionで正式に採用された。NFLでは同年9月17日のグリーンベイ・パッカーズ対ボストン・ヤンクスの試合で初めて用いられた。
アメリカン・フットボールでは、投入したフラッグを回収する前に別の反則を認めた際、かぶっている帽子を投入する。
コーチがペナルティ・フラッグと類似のチャレンジ・フラッグを持つ制度が採用されているリーグもある。チャレンジ・フラッグの色はアメリカン・フットボールでは赤色   、カナディアン・フットボールでは黄色   である。チャレンジ・フラッグは、レフェリーの裁定の再審議を求めるチャレンジの際にコーチが投入する。